# شهرستان اوکمالگی (اکلاهما)
شهرستان اوکمالگی، اکلاهما (به انگلیسی: Okmulgee County, Oklahoma) شهرستانی در ایالات متحده آمریکا است که در اکلاهما واقع شده‌است.

## خصوصیات
شهرستان اوکمالگی ۱٬۸۱۸٫۱۸ کیلومترمربع مساحت دارد.